# Fissidens capitatus
Fissidens capitatus är en bladmossart som beskrevs av J. D. Hooker och William M. Wilson 1844. Fissidens capitatus ingår i släktet fickmossor, och familjen Fissidentaceae. Inga underarter finns listade i Catalogue of Life.